# FC NSA Sofia
El FC NSA Sofia (en búlgaro: ФК НCА София) es un club de fútbol femenino de la Academia Nacional de Deportes Vasil Levski de Bulgaria, con sede en la capital Sofía. El club ha ganado el título de la Campeonato de fútbol femenino de Bulgaria todos los años desde 2005 hasta 2018, por lo que ha jugado varias temporadas en competiciones de la UEFA. Sin embargo, no han logrado superar la etapa de clasificación cada temporada.

## Torneos internacionales
Liga de Campeones Femenina de la UEFA
| Año     | Ronda                    | J  | G  | E | P  | GF | GC  |
| ------- | ------------------------ | -- | -- | - | -- | -- | --- |
| 2005-06 | Fase de grupos           | 3  | 1  | 1 | 1  | 4  | 7   |
| 2006-07 | Fase de grupos           | 3  | 2  | 0 | 1  | 10 | 2   |
| 2007-08 | Fase de grupos           | 3  | 1  | 1 | 1  | 5  | 5   |
| 2008-09 | Fase de grupos           | 2  | 0  | 0 | 2  | 0  | 13  |
| 2009-10 | Fase de grupos           | 3  | 2  | 0 | 1  | 7  | 4   |
| 2010-11 | Fase de grupos           | 3  | 2  | 0 | 1  | 11 | 3   |
| 2011-12 | Fase de grupos           | 3  | 1  | 1 | 1  | 2  | 4   |
| 2012-13 | Fase de grupos           | 3  | 1  | 0 | 2  | 2  | 11  |
| 2013-14 | Fase de grupos           | 3  | 1  | 0 | 2  | 4  | 5   |
| 2014-15 | Fase de grupos           | 3  | 1  | 0 | 2  | 6  | 6   |
| 2015-16 | Fase de grupos           | 3  | 2  | 0 | 1  | 8  | 5   |
| 2016-17 | Fase de grupos           | 3  | 0  | 0 | 3  | 0  | 11  |
| 2017-18 | Fase de grupos           | 3  | 1  | 0 | 2  | 2  | 7   |
| 2018-19 | Fase de grupos           | 3  | 1  | 0 | 2  | 3  | 14  |
| 2019-20 | Fase de grupos           | 3  | 0  | 1 | 2  | 6  | 9   |
| 2020-21 | Clasificación - 2.ª fase | 2  | 1  | 0 | 1  | 3  | 8   |
| Total   |                          | 46 | 17 | 4 | 25 | 73 | 114 |

## Palmarés
| Competición nacional                             | Títulos | Subcampeonatos                              |
| ------------------------------------------------ | --- | ------------------------------------------- |
| Campeonato de fútbol femenino de Bulgaria (19/5) | 1990/91, 2004/05, 2005/06, 2006/07, 2007/08, 2008/09, 2009/10, 2010/11, 2011/12, 2012/13, 2013/14, 2014/15, 2015/16, 2016/17, 2017/18, 2018/19, 2019/20, 2020/21, 2023/24 | 1994/95, 1999/00, 2000/01, 2021/22, 2022/23 |
| Copa de Bulgaria Femenina (17/1)                 | 1991/92, 1993/94, 1996/97, 2000/01, 2003/04, 2006/07, 2007/08, 2008/09, 2009/10, 2011/12, 2012/13, 2013/14, 2014/15, 2015/16, 2016/17, 2017/18, 2018/19                   | 2010/11                                     |